# Frank Hansen
Frank Hansen (Oslo, 4 de agosto de 1945) es un deportista noruego que compitió en remo.
Participó en dos Juegos Olímpicos de Verano en los años 1972 y 1976, obteniendo dos medallas, plata en Múnich 1972 y oro en Montreal 1976. Ganó cuatro medallas en el Campeonato Mundial de Remo entre los años 1974 y 1979, y una medalla en el Campeonato Europeo de Remo de 1971.

## Palmarés internacional
| Juegos Olímpicos   | Juegos Olímpicos          | Juegos Olímpicos | Juegos Olímpicos |
| Año                | Lugar                     | Medalla          | Prueba           |
| ------------------ | ------------------------- | ---------------- | ---------------- |
| 1972               | Múnich (RFA)              | Medalla de plata | Doble scull      |
| 1976               | Montreal (Canadá)         | Medalla de oro   | Doble scull      |
| Campeonato Mundial |                           |                  |                  |
| Año                | Lugar                     | Medalla          | Prueba           |
| 1974               | Lucerna (Suiza)           | Medalla de plata | Doble scull      |
| 1975               | Nottingham (Reino Unido)  | Medalla de oro   | Doble scull      |
| 1978               | Cambridge (Nueva Zelanda) | Medalla de oro   | Doble scull      |
| 1979               | Bled (Yugoslavia)         | Medalla de oro   | Doble scull      |
| Campeonato Europeo |                           |                  |                  |
| Año                | Lugar                     | Medalla          | Prueba           |
| 1971               | Copenhague (Dinamarca)    | Medalla de plata | Doble scull      |